# Impatiens neglecta
Impatiens neglecta är en balsaminväxtart som beskrevs av Y.L. Xu och Y.L. Chen. Impatiens neglecta ingår i släktet balsaminer, och familjen balsaminväxter. Inga underarter finns listade i Catalogue of Life.